# Жан-Жак Семпе
Жан-Жак Семпе (на френски: Jean-Jacques Sempé) е френски художник карикатурист. Автор е на повече от 30 сборника с рисунки, издадени в 30 страни. Заедно с Рене Госини създава поредицата за Малкия Никола. Той често е автор на корици за списание „Ню Йоркър“ и е редовен колумнист с комикси в „Пари Мач“ в продължение на много години. Илюстрирал е „Катрин Сертитюд“ от Патрик Модиано, а също и „Историята на господин Зомер“ от Патрик Зюскинд.

## Биография
Жан-Жак Сампе е роден в Песак, недалеч от Бордо, на 17 август 1932 г. като дете на самотна майка. Изключван е от училище и от колежа за лошо поведение, неслучайно по-късно сам казва: „Като дете любимото ми забавление беше да се бъзикам и да се шегувам“. Работи като пътуващ търговец и куриер, служи в армията по договор, за което му се налага да излъже за възрастта си (всъщност по това време Семпе няма дори 18 години). През 1952 г. се премества в Париж, където се среща с Рене Госини и печели наградата за млади художници.
През 1954 г. Семпе и Госини започват да публикуват поредицата за малкия Никола, която по-късно е филмирана. Писателят казва следното: „Аз съставих и измислих историята главно от Рене и направих илюстрации за нея“. Той обаче също участва. През 1977 г. Госини умира и той трябва да продължи историите за Никола сам.
През 1978 г. Семпе прави първата си корица за списание „Ню Йоркър“. Постепенно кориците му стават повече от сто.
Жан-Жак Семпе се радва на заслужена слава във Франция. През 2006 г. той става командор на Ордена на изкуствата и словесността, а през 2011 – 2012 г. се провежда самостоятелна изложба на творчеството на Семпе в кметството на Париж. Дъщерята на художника от брака му с художничката Мат Ивер е известната дизайнерка Инга Семпе (родена през 1968 г.).
Умира на 89-годишна възраст в крайградската си къща, заобиколен от жена си и близки приятели, на 11 август 2022 г.

### Сборници, публикувани от „Едисион Деноел“
- Rien n'est simple (1961)
- Tout se complique (1962)
- Sauve qui peut (1964)
- Monsieur Lambert (1965)
- La grande panique (1966)
- Saint Tropez (1968)
- L'information consommation (1968)
- Marcelin Caillou (1969)
- Des hauts et des bas (1970)
- Face à face (1972)
- Bonjour bonsoir (1974)
- L'ascension sociale de Monsieur Lambert (1975)
- Simple question d'équilibre (1977)
- Un léger décalage (1977)
- Les musiciens (1979)
- Comme par hasard (1981)
- De bon matin (1983)
- Vaguement compétitif (1985)
- Luxe, calme et volupté (1987)
- Par avion (1989)
- Vacances (1990)
- Ames sœurs (1991)
- Insondables mystères (1993)
- Raoul Taburin (une bicyclette à propos de son père) (1995)
- Grands rêves (1997)
- Beau temps (1999)
- Multiples intentions (2003)
- Sentiments distingués (2007)
- Sempé à New York (2009)

## Книги за малкия Никола
- Малкият Никола̀ тръгва пак на училище, превод Силвия Вагенщайн, София: Колибри, 2011
- Ваканциите на малкия Никола̀, превод Венелин Пройков, София: Колибри, 2011
ориг. Les Vacances du petit Nicolas, 1962
- Малкият Никола̀, превод Венелин Пройков, София: Колибри, 2011
ориг. Le Petit Nicolas, 1960
- Щуротиите на малкия Никола̀, превод Силвия Вагенщайн, София: Колибри, 2011
- Междучасията на малкия Никола̀, превод Венелин Пройков, София: Колибри, 2012
ориг. Les Récrés du petit Nicolas, 1961
- Малкият Николà и приятелчетата, превод Венелин Пройков, София: Колибри, 2012
ориг. Le Petit Nicolas et les Copains, 1963
- Малкият Никола̀ и съседите, превод Венелин Пройков, София: Колибри, 2012
- Изненадите на малкия Никола̀, превод Венелин Пройков, София: Колибри, 2012
- Малкият Николà пътува, превод Венелин Пройков, София: Колибри, 2012
- Малкият Никола̀ си има неприятности, превод Венелин Пройков, София: Колибри, 2012
ориг. Le Petit Nicolas a des ennuis, 1964
- Коледа с малкия Николà, превод Венелин Пройков, София: Колибри, 2013
- Малкият Николà се забавлява, превод Венелин Пройков, София: Колибри, 2014
- Тупаниците на малкия Николà, превод Венелин Пройков, София: Колибри, 2015
- Балонът и други неиздавани истории, превод Венелин Пройков, София: Колибри, 2016